# Wilhelm Denifl
Wilhelm (Willi) Denifl (Rum, 10 november 1980) is een Oostenrijkse noordse combinatieskiër. Hij vertegenwoordigde zijn vaderland op de Olympische Winterspelen 2014 in Sotsji en op de Olympische Winterspelen 2018 in Pyeongchang.

## Carrière
Denifl maakte zijn wereldbekerdebuut in januari 2000 in Breitenwang. In januari 2001 scoorde de Oostenrijker in Reit im Winkl zijn eerste wereldbekerpunten. In november 2001 behaalde hij in Kuopio zijn eerste toptienklassering in een wereldbekerwedstrijd. Op de wereldkampioenschappen noordse combinatie 2003 in Val di Fiemme eindigde Denifl als achtste op de 15 kilometer Gundersen en als tiende op de 7,5 kilometer sprint. In de landenwedstrijd werd hij samen met Michael Gruber, Christoph Bieler en Felix Gottwald wereldkampioen.
Tijdens de wereldkampioenschappen noordse combinatie 2009 in Liberec eindigde de Oostenrijker als dertigste op de gundersen normale schans. Samen met Bernhard Gruber, Christoph Bieler en Mario Stecher eindigde hij als vijfde in de landenwedstrijd. In Oslo nam hij deel aan de wereldkampioenschappen noordse combinatie 2011. Op dit toernooi eindigde hij als dertiende op de gundersen normale schans en als negentiende op de gundersen grote schans. In februari 2012 stond Denifl in Liberec voor de eerste maal in zijn carrière op het podium van een wereldbekerwedstrijd. Op de wereldkampioenschappen noordse combinatie 2013 in Val di Fiemme eindigde de Oostenrijker als zesde op de gundersen grote schans en als twintigste op de gundersen normale schans. Op het onderdeel teamsprint veroverde hij samen met Bernhard Gruber de zilveren medaille, samen met Bernhard Gruber, Lukas Klapfer en Mario Stecher eindigde hij als vijfde in de landenwedstrijd. Op 5 januari 2014 boekte hij in Tsjaikovski zijn eerste wereldbekerzege. Tijdens de Olympische Winterspelen van 2014 in Sotsji eindigde Denifl als negentiende op de gundersen normale schans.
In Falun nam de Oostenrijker deel aan de wereldkampioenschappen noordse combinatie 2015. Op dit toernooi eindigde hij als 28e op de gundersen normale schans. Op de wereldkampioenschappen noordse combinatie 2017 eindigde hij als vijfde op de gundersen grote schans, op het onderdeel teamsprint eindigde hij samen met Bernhard Gruber op de vierde plaats. Tijdens de Olympische Winterspelen van 2018 in Pyeongchang eindigde Denifl als achtste op de gundersen grote schans en als 29e op de gundersen normale schans. Samen met Lukas Klapfer, Bernhard Gruber en Mario Seidl sleepte hij de bronzen medaille in de wacht in de landenwedstrijd.

## Resultaten

### Olympische Spelen
| Jaar | Plaats      | Resultaten                                |
| ---- | ----------- | ----------------------------------------- |
| 2014 | Sotsji      | 19e Gundersen NH                          |
| 2018 | Pyeongchang | 29e Gundersen NH · 8e Gundersen LH · Team |

### Wereldkampioenschappen
| Jaar | Plaats        | Resultaten                                                |
| ---- | ------------- | --------------------------------------------------------- |
| 2003 | Val di Fiemme | 8e 15 km Gundersen · 10e 7,5 km sprint · Team             |
| 2009 | Liberec       | 30e Gundersen NH 5e Team                                  |
| 2011 | Oslo          | 13e Gundersen NH 19e Gundersen LH                         |
| 2013 | Val di Fiemme | 20e Gundersen NH · 6e Gundersen LH · 5e Team · Teamsprint |
| 2015 | Falun         | 28e Gundersen NH                                          |
| 2017 | Lahti         | 5e Gundersen LH 4e Teamsprint                             |

### Wereldbeker
Eindklasseringen
| Seizoen   | Plaats |
| --------- | ------ |
| 1999/2000 | 49e    |
| 2002/2003 | 11e    |
| 2003/2004 | 38e    |
| 2004/2005 | 54e    |
| 2005/2006 | 27e    |
| 2006/2007 | 22e    |
| 2007/2008 | 17e    |
| 2008/2009 | 17e    |
| 2009/2010 | 23e    |
| 2010/2011 | 17e    |
| 2011/2012 | 11e    |
| 2012/2013 | 8e     |
| 2013/2014 | 9e     |
| 2014/2015 | 20e    |
| 2015/2016 | 18e    |
| 2016/2017 | 9e     |
| 2017/2018 | 13e    |
| 2018/2019 | 20e    |

Wereldbekerzeges
| Datum          | Plaats      | Onderdeel       |
| -------------- | ----------- | --------------- |
| 5 januari 2014 | Tsjaikovski | 10 km Gundersen |